# Pär Ågerfalk
Pär Johan Ågerfalk, född 28 april 1971 i Örebro, är en svensk systemvetare och professor i informationssystem (data- och systemvetenskap med samhällsvetenskaplig inriktning) vid Uppsala universitet. 
Ågerfalk har studerat vid Högskolan i Örebro och Linköpings universitet och blev filosofie kandidat 1995 (Örebro), filosofie licentiat 1999 (Linköping) och filosofie doktor 2003 (Linköping). Han är sedan 2015 proinspektor vid Gotlands nation i Uppsala.